# Кононенко, Илларион Филиппович
Илларион Филиппович Кононенко (15 (28) марта 1900, село Стеховка Полтавской губернии, теперь село Грабиновка Полтавского района Полтавской области — 12 января 1974, город Харьков) — украинский советский деятель, врач-невролог, народный комиссар здравоохранения Украинской ССР в 1944-1947 г.г. Депутат Верховного Совета УССР 2-го созыва. Кандидат медицинских наук (1946).

## Биография
Родился в семье мельника-вальцовщика. Начальное образование получил в церковно-приходской школе. Трудовую деятельность начал батраком в барском имении. С 1917 по 1926 год работал машинистом электроводоканала в Полтаве. Член ВКП(б) с 1925 года.
В 1925 году был избран членом президиума Полтавского окружного совета профессиональных союзов. Одновременно работал председателем окружной кассы страхования.
Получил среднее образование в вечернем университете. В 1930 году как отличника учебы зачисляют в Харьковский медицинский институт. Избирался секретарем партийного бюро, впоследствии председателем общеинститутского студенческого профкома. В феврале 1935 окончил Харьковский психоневрологический институт.
В 1935-1936 годах — заведующий Полтавского городского отдела здравоохранения.
В 1936-1936 гг. — заведующий Винницкого областного отдела здравоохранения.
В 1938-1941 годах — директор Винницкого медицинского института, одновременно преподавал неврологию.
Во время Великой Отечественной войны с 1941 по 1942 год — в Красной армии: начальник госпиталя № 3396 фронтового эвакуационного пункта № 165 Калининского фронта, который дислоцировался в городах Полтаве и Иваново.
С 30 октября 1942 по 1944 год — директор Ивановского медицинского института в РСФСР; заведующий Ивановского областного отдела здравоохранения.
В марте 1944 — феврале 1947 г.  — народный комиссар (министр) здравоохранения Украинской ССР.
В 1947-1949 годах — директор клиники Львовского медицинского института. В Львове способствовал организации института переливания крови.
В 1949-1959 годах — директор Харьковского медицинского института, одновременно — доцент кафедры нервных болезней. Под его руководством защищено 167 диссертационных работ, из них 17 докторских. В 1953 году открыта клиника детской неврологии в Харьковской областной клинической больнице. 1956 года организовано вечернее отделение при ХМИ, этого же года начали обучаться иностранные студенты.
Изучал вопросы детской неврологии, основные нервные процессы у детей с поражением нервной системы. Соавтор препарата «Мелисин» для лечения нервных заболеваний, изготовленного из пчелиного яда.
Неоднократно избирался депутатом Дзержинского районного Совета депутатов трудящихся города Харькова, членом Харьковского научного медицинского общества.

## Звание
- военный врач 2-го ранга

## Награды
- орден Трудового Красного Знамени
- орден Красной Звезды (17.06.1942)
- медали